# Pakistán en los Juegos Olímpicos de Pyeongchang 2018
Pakistan estuvo representado en los Juegos Olímpicos de Pyeongchang 2018 por dos deportistas masculinos que compitieron en dos deportes.
El portador de la bandera en la ceremonia de apertura fue el esquiador alpino Muhammad Karim. El equipo olímpico pakistaní no obtuvo ninguna medalla en estos Juegos.